# كريس يورك
كريس يورك (بالإنجليزية: Chris York)‏ هو لاعب اتحاد الرغبي بريطاني، ولد في 27 ديسمبر 1989 في إبسوم في المملكة المتحدة.